# Liste der Studentenverbindungen in Bamberg
Die Liste der Studentenverbindungen in Bamberg verzeichnet fünf aktive, suspendierte und erloschene Studentenverbindungen in Bamberg, die unterschiedlichen Korporationsverbänden angehören oder verbandsfrei sind.

## Aktive Verbindungen
|  |
|  |
|  |
|  |
|  |
|  |

|  |
|  |
|  |
|  |
|  |

|  |
|  |
|  |
|  |
|  |

|  |
|  |
|  |
|  |
|  |

|  |
|  |
|  |
|  |
|  |

|  |
|  |
|  |
|  |
|  |

f.f. = farbenführend, wenn nicht angegeben dann farbentragend

## Suspendierte und erloschene Verbindungen
|  |
|  |
|  |
|  |
|  |

|  |
|  |
|  |
|  |
|  |

f.f. = farbenführend, wenn nicht angegeben dann farbentragend